# Ramón Gómez Pinto
Ramón Gómez Pinto (Puente Alto, 30 de abril de 1940–Puente Alto, 31 de diciembre de 2016) fue un dirigente social, deportivo y político chileno. Corredor de propiedades, fue concejal por Puente Alto, durante dos períodos consecutivos, comprendidos entre los años 1992 y 2000.

## Biografía
Proveniente de una familia numerosa y esforzada, donde la mayoría de sus integrantes trabajaron en las ferias libres de la comuna, hijo de Benito Gómez y Rosa Pinto Carmona, menor de 7 hermanos.
Trabajó en la Gobernación de la provincia Cordillera desde donde fue un exonerado político.

## Social y deportivo
Hombre profundamente católico, muy ligado a la iglesia y cercano al dolor y necesidades de los pobladores, apoyó los distintos comités para la casa propia, donde destaca el acompañamiento a los pobladores en la toma que después pasó a ser la actual Población Las Brisas de Puente Alto.
Aunque sin ser un profesional de ese rubro, fue llamado el “abogado de los pobres”, ya que acompañaba a distintos trámites a la gente pobre que tenía dificultades de expresión.
También apoyó el deporte y su pasión por el fútbol, siendo hincha y presidente del "Club Palmeiras" de la población Teniente Merino. 

## Carrera política
Junto a otros jóvenes idealistas crearon la Falange en la comuna de Puente Alto, que luego pasó a ser el Partido Demócrata Cristiano en Puente Alto. Fue Presidente Comunal, Presidente Provincial, Consejero Regional y Consejero Nacional. 
Durante dos periodos fue concejal de la comuna, desempeñando su cargo siempre en terreno, orientado a ir en ayuda de los más pobres y desposeídos de la comuna, donde una de sus obras más recordadas fue traer el Hogar de Cristo a Puente Alto en conjunto con otras autoridades de la comuna.